# Атанас Коларов
Атанас Коларов (болг. Атанас Стефанов Коларов; нар. 2 березня 1934, Лом) – болгарський шахіст, міжнародний майстер від 1957 року.

## Шахова кар'єра
Неодноразово брав участь у фіналі чемпіонату Болгарії, здобувши 6 медалей: п'ять срібних (1955, 1957, 1958, 1964, 1970) і бронзову (1953). Між 1956 і 1970 роками шість разів представляв національну збірну на шахових олімпіадах, найбільшого успіху досягнувши 1968 року в Лугано, де болгарські шахісти завоювали бронзові медалі. Був також учасником командного чемпіонату Європи (1970) і шість разів командного чемпіонату світу серед студентів (у 1954-1960 роках), на цих турнірах здобувши команді дві срібні (1957, 1958) та бронзову медаль (1954).
Досягнув кількох успіхів на міжнародних турнірах, зокрема, в таких містах, як: Ерфурт (1955, посів 2-ге місце позаду Вольфганга Ульманна), Улан-Батор (1956, посів 2-ге місце позаду Гайнца Ліберта), Плоєшті (1957, посів 5-те місце), Поляниця-Здруй (1967, Меморіал Рубінштейна, поділив 4-6-те місце позаду Семена Фурмана, Вольфганга Ульманна і Властіміла Горта, разом зі Збігневом Додою і Саломоном Флором), Бюзум (1968, Меморіал Адольфа Андерсена, поділив 3-7-ме місце позаду Роберта Гюбнера і Георгія Трингова, разом з Альбериком О'Келлі, Бруно Пармою, Гансом Гехтом і Артуро Помаром Саламанкою), Приморсько (1975, поділив 3-4-те місце) і Албена (1986, посів 2-ге місце позаду Зураба Азмайпарашвілі)
Найвищий рейтинг Ело в кар'єрі мав станом на 1 липня 1973 року, досягнувши 2445 очок займав тоді 9-те місце серед болгарських шахістів. Починаючи з 1988 року не брав участі у турнірах під егідою ФІДЕ.